# Coppa Svizzera 2021-2022
La Coppa Svizzera 2021-2022, nota come Helvetia Coppa Svizzera 2021-2022 per motivi di sponsorizzazione, è stata la 97ª edizione della manifestazione calcistica, iniziata il 13 agosto 2021 e terminata il 15 maggio 2022. Il Lucerna era il club detentore del titolo. Il Lugano ha conquistato il trofeo per la quarta volta nella sua storia.

## Formula
Dopo il cambiamento di format nell'edizione precedente, si ritorna alla classica formula a 64 squadre. Si qualificano le 19 squadre facenti parte della Swiss Football League (ovvero di Super League e Challenge League, escluso il Vaduz in quanto partecipa alla Coppa del Liechtenstein), 18 della Prima Lega (tra Promotion League e 1a Lega), 26 dalla Lega Amatori (Seconda Lega interregionale e campionati regionali) e la squadra vincitrice del SUVA Fair Play Trophy. Le squadre si affrontano in sei turni di sola andata, in cui la squadra di lega inferiore ha il diritto di giocare in casa. La compagine vincitrice si qualifica per il terzo turno preliminare di UEFA Europa Conference League.

## Squadre partecipanti
| Basilea      |
| Grasshoppers |
| Losanna      |
| Lucerna      |
| Lugano       |
| San Gallo    |
| Servette     |
| Sion         |
| Young Boys   |
| Zurigo       |

| Aarau                |
| Kriens               |
| Neuchâtel Xamax      |
| Sciaffusa            |
| Stade Lausanne-Ouchy |
| Thun                 |
| Wil                  |
| Winterthur           |
| Yverdon              |

| Bienne              |
| Black Stars Basilea |
| Cham                |
| Chiasso             |
| Étoile Carouge      |
| Rapperswil-Jona     |
| Stade Nyonnais      |
| YF Juventus         |

| Baden             |
| Bulle             |
| Buochs            |
| Chênois           |
| Delémont          |
| La Chaux-de-Fonds |
| Münsingen         |
| Paradiso          |
| Soletta           |
| Vevey             |

| Amical Saint-Prex  |
| Binningen          |
| Bubendorf          |
| Coffrane           |
| Châtel-St-Denis    |
| Concordia Basilea  |
| Echichens          |
| Gambarogno-Contone |
| Genolier-Begnins   |
| Grand-Saconnex     |
| Kickers Lucerna    |
| Lachen/Altendorf   |
| Rorschach-Goldach  |
| Seuzach            |
| Unterstrass Zurigo |
| Widnau             |

| 2. Lega                  |
| ------------------------ |
| Bosporus                 |
| Dardania Losanna         |
| Iliria                   |
| Littau                   |
| Porrentruy               |
| Saint-Leonard            |
| Schönenwerd-Niedergösgen |
| Winkeln                  |
| 3. Lega                  |
| Escholzmatt-Marbach      |
| 4. Lega                  |
| Hausen am Albis          |
| Someo                    |

## Date
| Turno                   | Data                 |
| ----------------------- | -------------------- |
| Trentaduesimi di finale | 13-15 agosto 2021    |
| Sedicesimi di finale    | 17-19 settembre 2021 |
| Ottavi di finale        | 26-28 ottobre 2021   |
| Quarti di finale        | 8-10 febbraio 2022   |
| Semifinali              | 19-21 aprile 2022    |
| Finale                  | 15 maggio 2022       |

## Calendario

### Trentaduesimi di finale
I club di Super League e Challenge League sono teste di serie, pertanto non si possono affrontare direttamente. La squadra di lega inferiore ha il diritto di giocare in casa. Il sorteggio è stato effettuato il 7 luglio 2021.
| Squadra 1                | Risultato       | Squadra 2            |
| ------------------------ | --------------- | -------------------- |
| 13 agosto 2021           |                 |                      |
| La Chaux-de-Fonds        | 1 - 7           | Lugano               |
| Paradiso                 | 3 - 1 (dts)     | YF Juventus          |
| Binningen                | 0 - 7           | Sciaffusa            |
| 14 agosto 2021           |                 |                      |
| Baden                    | 2 - 4           | Bienne               |
| Winkeln                  | 1 - 7           | Concordia Basilea    |
| Soletta                  | 0 - 10          | Zurigo               |
| Escholzmatt-Marbach      | 3 - 4 (dts)     | Iliria               |
| Stade Nyonnais           | 0 - 1           | Wil                  |
| Saint-Leonard            | 1 - 3           | Porrentruy           |
| Seuzach                  | 0 - 12          | Yverdon              |
| Echichens                | 0 - 2           | Losanna              |
| Grand-Saconnex           | 3 - 3 (0-3 dtr) | Chênois              |
| Bubendorf                | 0 - 3           | Sion                 |
| Gambarogno-Contone       | 0 - 2           | Étoile Carouge       |
| Hausen am Albis          | 0 - 6           | Black Stars Basilea  |
| Lachen/Altendorf         | 0 - 6           | Neuchâtel Xamax      |
| Littau                   | 1 - 4           | Young Boys           |
| Münsingen                | 0 - 5           | San Gallo            |
| Châtel-St-Denis          | 1 - 8           | Thun                 |
| Unterstrass Zurigo       | 1 - 3 (dts)     | Chiasso              |
| Rapperswil-Jona          | 2 - 3           | Stade Lausanne-Ouchy |
| Vevey                    | 1 - 3           | Kriens               |
| Delémont                 | 0 - 6           | Winterthur           |
| 15 agosto 2021           |                 |                      |
| Widnau                   | 0 - 5           | Grasshoppers         |
| Schönenwerd-Niedergösgen | 0 - 7           | Basilea              |
| Amical                   | 0 - 6           | Servette             |
| Genolier-Begnins         | 1 - 7           | Bulle                |
| Dardania Losanna         | 1 - 2 (dts)     | Rorschach-Goldach    |
| Bosporus                 | 1 - 0           | Kickers Lucerna      |
| Cham                     | 0 - 1           | Lucerna              |
| Someo                    | 0 - 7           | Aarau                |
| 24 agosto 2021           |                 |                      |
| Coffrane                 | 1 - 4           | Buochs               |

### Sedicesimi di finale
Il sorteggio è stato effettuato il 25 agosto 2021.
| Squadra 1            | Risultato   | Squadra 2    |
| -------------------- | ----------- | ------------ |
| 17 settembre 2021    |             |              |
| Bulle                | 2 - 3 (dts) | Losanna      |
| Kriens               | 0 - 1       | Zurigo       |
| Concordia Basilea    | 1 - 4       | Servette     |
| Neuchâtel Xamax      | 0 - 1       | Lugano       |
| Yverdon              | 3 - 0       | Wil          |
| 18 settembre 2021    |             |              |
| Black Stars Basilea  | 1 - 3       | Bienne       |
| Stade Lausanne-Ouchy | 4 - 0       | Sion         |
| Buochs               | 1 - 2 (dts) | Lucerna      |
| Étoile Carouge       | 3 - 1       | Winterthur   |
| Paradiso             | 0 - 1       | Aarau        |
| Bosporus             | 0 - 11      | Sciaffusa    |
| Thun                 | 1 - 0       | Grasshoppers |
| 19 settembre 2021    |             |              |
| Rorschach-Goldach    | 0 - 3       | Basilea      |
| Chênois              | 2 - 7       | San Gallo    |
| Iliria               | 1 - 7       | Young Boys   |
| Porrentruy           | 0 - 3       | Chiasso      |

### Ottavi di finale
Il sorteggio è stato effettuato il 19 settembre 2021.
| Squadra 1       | Risultato         | Squadra 2            |
| --------------- | ----------------- | -------------------- |
| 26 ottobre 2021 |                   |                      |
| Aarau           | 0 - 1             | Losanna              |
| Bienne          | 1 - 0             | Stade Lausanne-Ouchy |
| Yverdon         | 2 - 2 (11-10 dtr) | Zurigo               |
| 27 ottobre 2021 |                   |                      |
| Étoile Carouge  | 1 - 0             | Basilea              |
| Lugano          | 2 - 1             | Young Boys           |
| Chiasso         | 1 - 2 (dts)       | San Gallo            |
| Thun            | 4 - 1             | Servette             |
| Sciaffusa       | 0 - 2             | Lucerna              |

### Quarti di finale
Il sorteggio è stato effettuato il 27 ottobre 2021.
| Squadra 1        | Risultato | Squadra 2 |
| ---------------- | --------- | --------- |
| 8 febbraio 2022  |           |           |
| Yverdon          | 1 - 0     | Losanna   |
| 9 febbraio 2022  |           |           |
| Étoile Carouge   | 1 - 2     | San Gallo |
| Bienne           | 0 - 5     | Lucerna   |
| 10 febbraio 2022 |           |           |
| Thun             | 3 - 4     | Lugano    |

### Semifinali
Il sorteggio è stato effettuato il 10 febbraio 2022.
| Squadra 1      | Risultato       | Squadra 2 |
| -------------- | --------------- | --------- |
| 21 aprile 2022 |                 |           |
| Lugano         | 2 - 2 (4-3 dtr) | Lucerna   |
| Yverdon        | 0 - 2           | San Gallo |

### Finale
| Arbitro: | Schnyder |

|                                                |           |             |
| Celar 4’ Custodio 44’ Bottani 58’ Selassie 69’ | Marcatori | 21’ Maglica |

### Formazioni
| Lugano (4-4-2)     |    |                          |     |
|                    |    |                          |     |
| POR                | 26 | Amir Saipi               |     |
| DD                 | 27 | Kevin Rüegg              |     |
| DC                 | 30 | Fabio Daprelà            | 85’ |
| DC                 | 3  | Reto Ziegler             |     |
| DS                 | 17 | Milton Valenzuela        |     |
| CD                 | 16 | Numa Lavanchy            |     |
| CC                 | 24 | Sandi Lovric             |     |
| CC                 | 14 | Jonathan Sabbatini (C)   |     |
| CS                 | 20 | Olivier Custodio 44’     | 66’ |
| ATT                | 19 | Žan Celar 4’             |     |
| ATT                | 10 | Mattia Bottani 58’       | 79’ |
| A disposizione:    |    |                          |     |
| POR                | 58 | Sebastian Osigwe         |     |
| DIF                | 4  | Kreshnik Hajrizi         | 85’ |
| DIF                | 21 | Yuri                     |     |
| CEN                | 8  | Adrian Durrer            |     |
| CEN                | 29 | Hadj Mahmoud             |     |
| CEN                | 18 | Maren Haile-Selassie 69’ | 66’ |
| CEN                | 31 | Ignacio Aliseda          |     |
| ATT                | 6  | Mohamed El Amine Amoura  | 79’ |
| ATT                | 99 | Nikolas Muci             |     |
| Allenatore:        |    |                          |     |
| Mattia Croci-Torti |    |                          |     |

| San Gallo (4-3-3) |    |                     |     |     |
|                   |    |                     |     |     |
| POR               | 25 | Lukas Watkowiak     |     |     |
| DD                | 30 | Patrick Sutter      | 73’ |     |
| DC                | 4  | Leonidas Stergiou   |     |     |
| DC                | 25 | Matej Maglica 21’   | 71’ |     |
| DS                | 33 | Isaac Schmidt       |     |     |
| CC                | 8  | Jordi Quintillà     |     |     |
| CC                | 16 | Lukas Görtler (C)   |     |     |
| CC                | 10 | Víctor Ruiz         | 81’ |     |
| AD                | 19 | Julian von Moos     | 73’ |     |
| ATT               | 11 | Kwadwo Duah         | 55’ | 73’ |
| AS                | 9  | Jérémy Guillemenot  | 81’ |     |
| A disposizione    |    |                     |     |     |
| POR               | 1  | Lawrence Ati-Zigi   |     |     |
| DIF               | 23 | Betim Fazliji       | 73’ |     |
| DIF               | 15 | Euclides Cabral     |     |     |
| CEN               | 6  | Basil Stillhart     |     |     |
| CEN               | 45 | Alexandre Jankewitz |     |     |
| CEN               | 72 | Bastien Toma        | 77’ | 73’ |
| ATT               | 28 | Christopher Lungoyi | 81’ |     |
| ATT               | 7  | Fabian Schubert     | 73’ |     |
| ATT               | 31 | Alessio Besio       | 81’ |     |
| Allenatore:       |    |                     |     |     |
| Peter Zeidler     |    |                     |     |     |